# Gundelshalm
Gundelshalm ist ein Gemeindeteil der Gemeinde Pfofeld im mittelfränkischen Landkreis Weißenburg-Gunzenhausen. Gundelshalm liegt in der Gemarkung Pfofeld. Das Dorf hat rund 70 Einwohner und liegt auf einer Höhe von etwa 430 m ü. NHN.
Am 10. Januar 1321 als „Gundoltshalden“ erstmals urkundlich erwähnt, befand sich der Ort lange Zeit im Einflussgebiet der Ansbacher Markgrafen und des Hochstifts Eichstätt. Seit Anfang des 19. Jahrhunderts ist Gundelshalm ein Gemeindeteil von Pfofeld. Im Fränkischen Seenland gelegen, ist der Ort durch Wanderwege touristisch erschlossen.

## Geographie

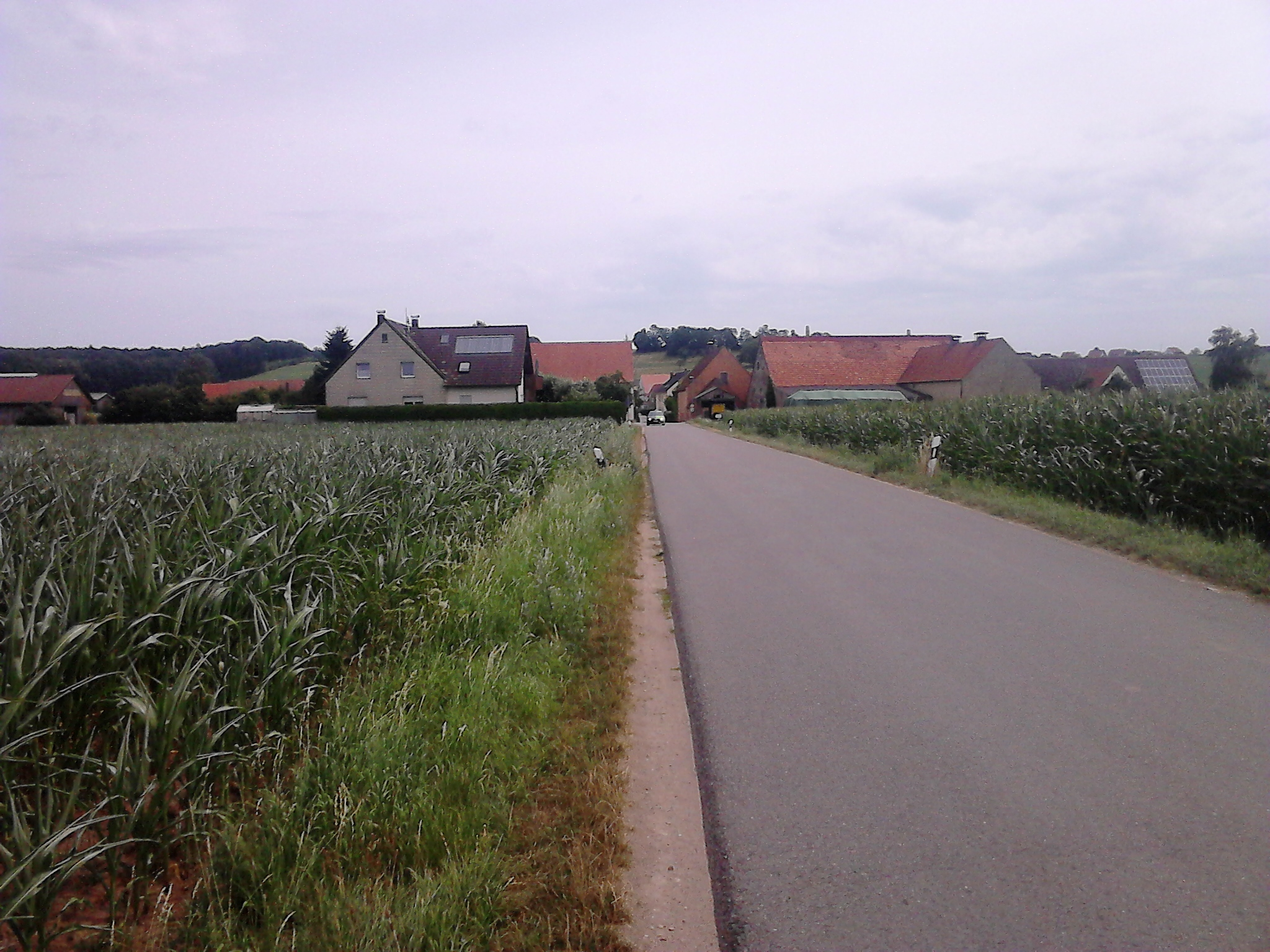
Ortseingang

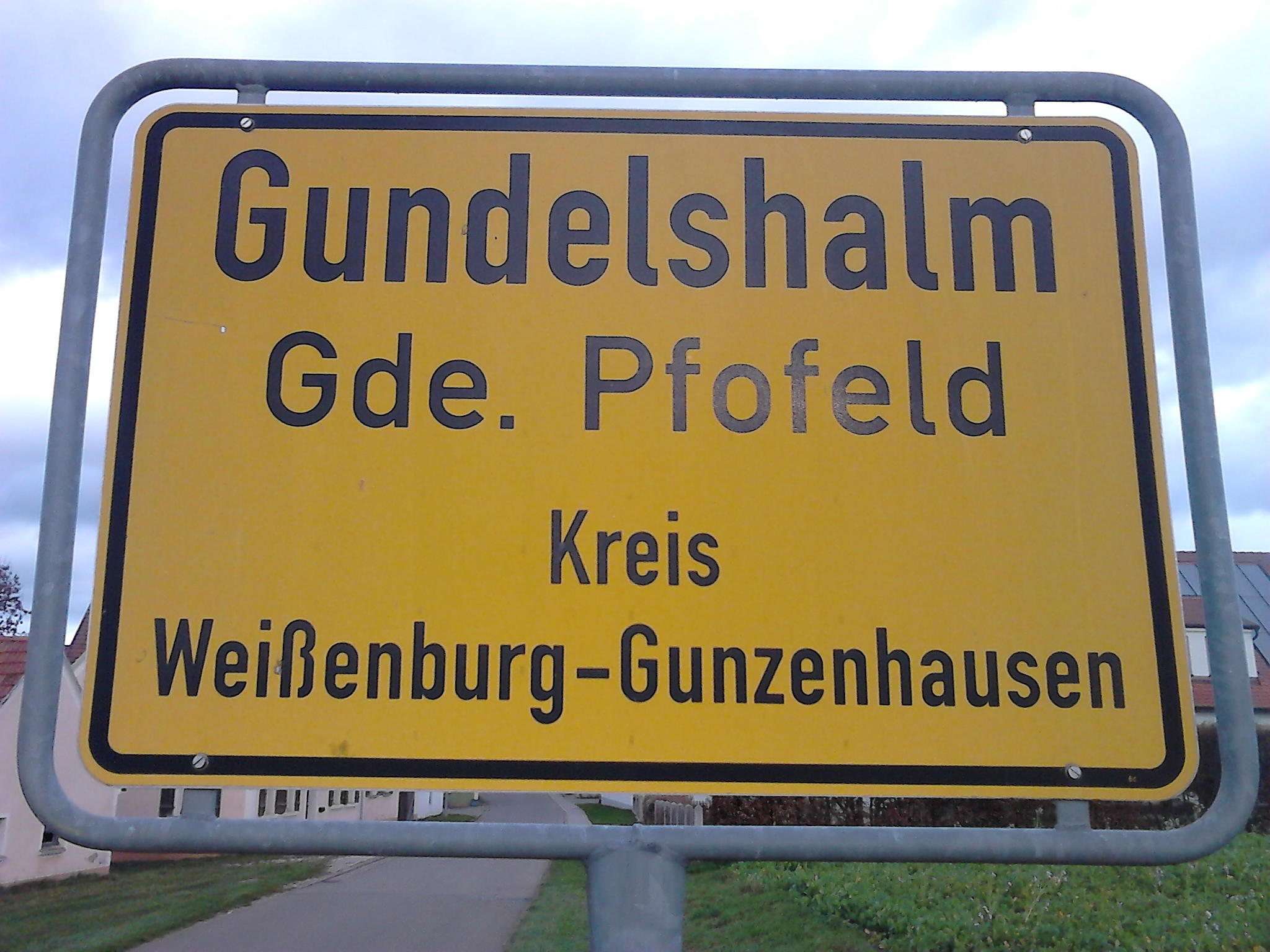
Ortstafel

### Lage und Geologie
Gundelshalm liegt umgeben von Wiesen und Feldern in Westmittelfranken, rund einen Kilometer Luftlinie nordwestlich von Pfofeld in der Verwaltungsgemeinschaft Gunzenhausen. Nachbarorte sind (im Uhrzeigersinn, beginnend mit Norden) Rehenbühl, Pfofeld, Dornhausen, Unterasbach, Obenbrunn und Frickenfelden. Nördlich befindet sich die Waldflur Jungholz, die zum Gräfensteinberger Wald gehört. Der Kleine Brombachsee befindet sich in nordöstlicher Richtung. Rund 340 Meter weiter westlich liegt die Gemeindegrenze zur Stadt Gunzenhausen. Gundelshalm ist umgeben von den Fluren Kruckenfeld, Weidig und Sandfeld. Südlich liegt eine Weiherkette und die Waldflur Hag.
Gemäß Handbuch der naturräumlichen Gliederung Deutschlands gehört Gundelshalm zur naturräumlichen Haupteinheitengruppe des Fränkischen Keuper-Lias-Landes. Ferner liegt der Ort in den Südlichen Mittelfränkischen Platten des Mittelfränkischen Beckens sowie im Naturraum des südlichen Vorlands des Spalter Hügellandes. Gundelshalm ist umgeben von einigen kleineren Hügeln. Der Nachbarort Pfofeld liegt auf einer Anhöhe, einige Höhenmeter über Gundelshalm.
Der Ort wird vom Mösleinsgraben durchflossen, der etwa 800 Meter weiter südlich in den Weihergraben mündet, und liegt damit im Abflussgebiet der Donau. Die Europäische Hauptwasserscheide, die die Abflussgebiete von Rhein und Donau voneinander trennt, führt unweit nördlich des Ortes vorbei. In der näheren Umgebung von Gundelshalm befinden sich keinerlei Schutzgebiete in Natur- und Landschaftsschutz mit Ausnahme eines Biotops östlich des Ortes. Geologisch liegt Gundelshalm im Gebiet des Sandsteinkeupers, dem Sandstein enthaltenden oberen Teil des mittleren Keupers.

### Klima
Durch seine Lage in Mitteleuropa hat Gundelshalm ein humides kühlgemäßigtes Übergangsklima, das weder sehr kontinental noch sehr maritim ist. Die Temperatur liegt im Jahresmittel bei 8,1 °C, es fallen 722 Millimeter Niederschlag pro Jahr. Trockenster Monat ist der Februar mit 43 Millimetern Niederschlagsmenge, niederschlagsreichster Monat ist der Juni mit 88 Millimetern. Kältester Monat ist Januar mit durchschnittlich −1,5 °C, wärmster Monat ist der Juli mit durchschnittlich 17,4 °C. Bei starkem, lang anhaltendem Niederschlag besteht aufgrund der Lage des Ortes nahe steilen Hängen die Gefahr, dass viel Wasser nach Gundelshalm abfließt, was zu örtlichen Überflutungen führen kann.
|                        | Jan  | Feb  | Mär  | Apr  | Mai  | Jun  | Jul  | Aug  | Sep  | Okt  | Nov | Dez  |   |      |
| Mittl. Temperatur (°C) | −1,5 | −0,3 | 3,7  | 7,9  | 12,3 | 15,6 | 17,4 | 16,9 | 13,7 | 8,7  | 3,4 | −0,2 | ⌀ | 8,2  |
| Mittl. Tagesmax. (°C)  | 1,3  | 3,2  | 8,2  | 13,0 | 17,8 | 21,1 | 22,9 | 22,4 | 19,1 | 13,2 | 6,3 | 2,2  | ⌀ | 12,6 |
| Mittl. Tagesmin. (°C)  | −4,2 | −3,7 | −0,7 | 2,9  | 6,9  | 10,2 | 12,0 | 11,5 | 8,4  | 4,2  | 0,6 | −2,6 | ⌀ | 3,8  |
|                        |      |      |      |      |      |      |      |      |      |      |     |      |   |      |
| Niederschlag (mm)      | 49   | 43   | 46   | 52   | 72   | 88   | 82   | 79   | 57   | 50   | 50  | 54   | Σ | 722  |

| −4,2 |

| −3,7 |

| −0,7 |

| 2,9 |

| 6,9 |

| 10,2 |

| 12,0 |

| 11,5 |

| 8,4 |

| 4,2 |

| 0,6 |

| −2,6 |

| −4,2 |

| −3,7 |

| −0,7 |

| 2,9 |

| 6,9 |

| 10,2 |

| 12,0 |

| 11,5 |

| 8,4 |

| 4,2 |

| 0,6 |

| −2,6 |

| N i e d e r s c h l a g | 49  | 43  | 46  | 52  | 72  | 88  | 82  | 79  | 57  | 50  | 50  | 54  |
|                         | Jan | Feb | Mär | Apr | Mai | Jun | Jul | Aug | Sep | Okt | Nov | Dez |

## Geschichte

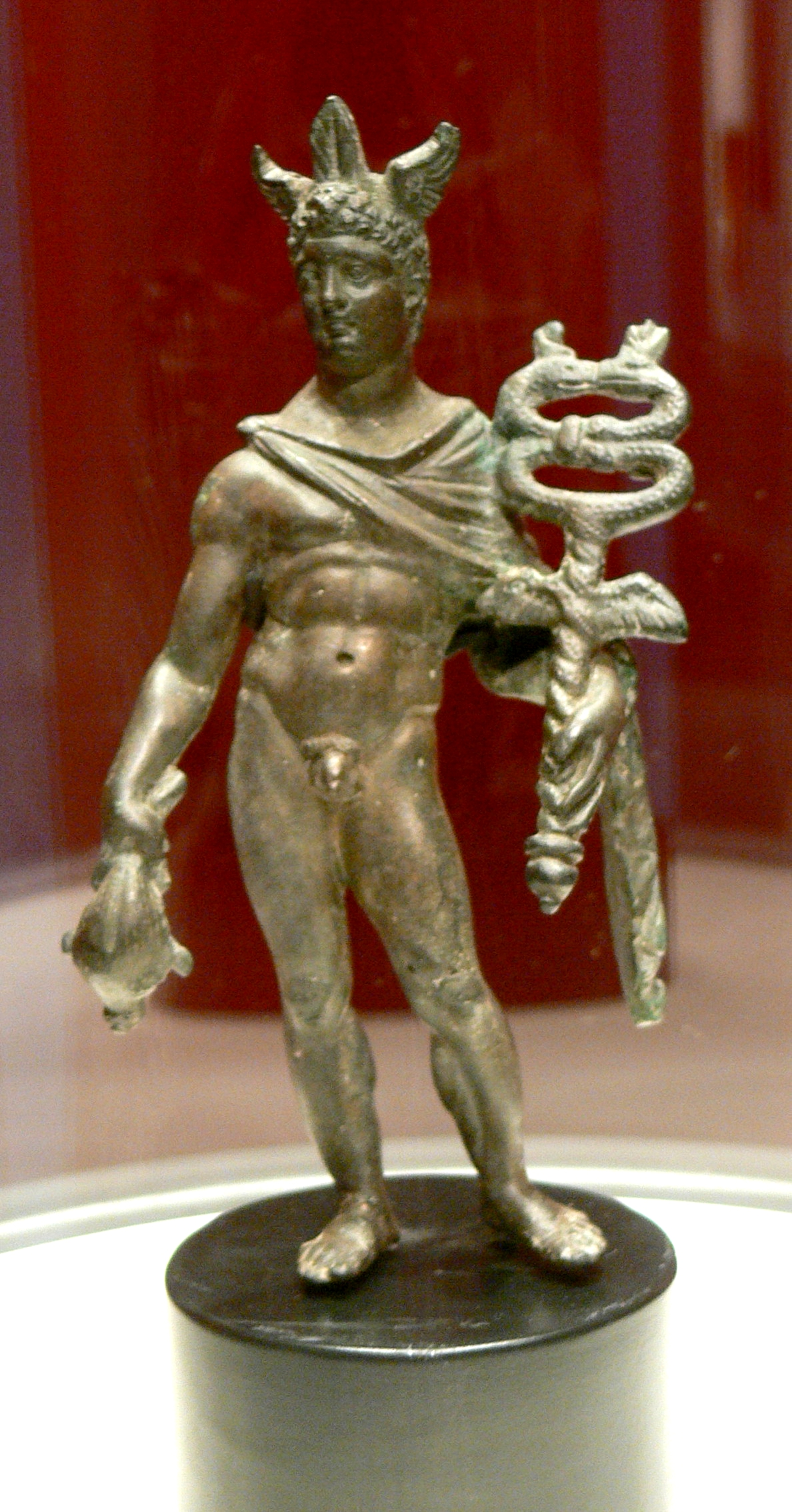
Eine bei Gundelshalm gefundene Bronzestatuette des Merkur

In der Region gibt es Spuren menschlicher Besiedlung entlang der Mittelgebirge etwa seit der Sesshaftwerdung in der Mittel- und Jungsteinzeit. Die Römer errichteten an der Stelle des heutigen Gundelshalm einen Wachposten des Limes; im nahen Theilenhofen gab es ein römisches Militärlager, das Kastell Theilenhofen.

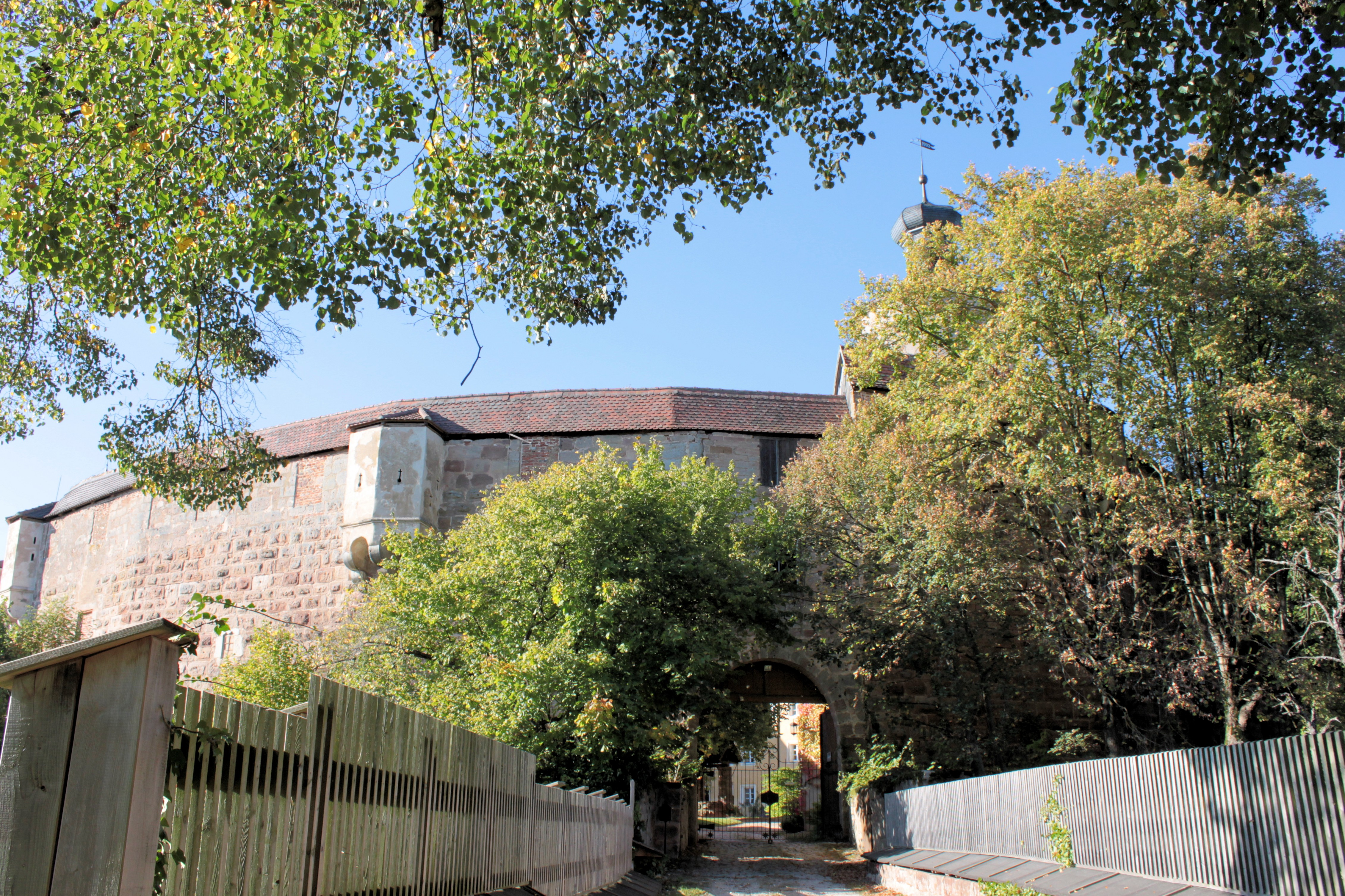
Das Schloss Sandsee (heute Markt Pleinfeld) war Verwaltungssitz des Pfleg- und Kastenamtes des Hochstifts Eichstätt, dem Gundelshalm bis zur Säkularisation angehörte.

Die erste urkundliche Erwähnung des Ortes erfolgte am 10. Januar 1321 als „Gundoltshalden“. Damals erwarb Friedrich von Maihingen, Propst von Herrieden, mehrere Huben im Ort sowie den später abgegangenen Chnollenhof. Nach seinem Tod fielen sie an das Hochstift Eichstätt, den vorherigen Besitzer, zurück. Verwaltet wurden die eichstättischen Güter vom hochstiftischen Amt Gundelsheim. Dem Ortsnamen liegt der Personenname Gundolt zugrunde, verknüpft mit dem Wort Halde im Sinne von Hang/Bergabhang. Im Hochmittelalter war der Ortsadel von Pfofeld, der im heutigen Turmhügel Schlossbuck im Hag residierte, in Gundelshalm begütert. Gundelshalm lag im Pflegamt Sandsee des Hochstifts Eichstätt, das zum Fränkischen Reichskreis gehörte. 1418 lieh Hans Henlen zu Pfofeld vom Kloster Heidenheim ein Gut in „Gundolzhalm“. Für 1523 ist ein Zinser im Ort der Reichspflege Weißenburg nachweisbar, 1536 ein Untertan in „Gundelshalmb“ als Besitz des Deutschen Ordensamtes Ellingen. 1589 kamen die Markgrafen von Ansbach an ein Gut im Dorf. 1596 war ein Gut im Besitz der Treuchtlinger Linie des Marschalls von Pappenheim.
Die Hochgerichtsbarkeit war zwischen dem Hochstift Eichstätt und dem Fürstentum Ansbach strittig; im Vertrag von 1736 gestand Ansbach dem Hochstift Einfangrecht und volle Vogteilichkeit außer Ettern zu. 1787 hatte Gundelshalm zehn Untertanen, davon zwei ansbachische. In der Endphase des Heiligen Römischen Reiches teilten sich fünf Grundherren den Ort: Größter Grundherr war das Hochstift Eichstätt, dem sechs Untertanen gehörten (fünf Güter und ein Gut, die dem eichstättischen Pflegamt Sandsee unterstanden). Die übrigen vier Grundherren waren das brandenburg-ansbachische Kastenamt Gunzenhausen (zwei Güter, eines davon als Besitz der Pfarrei Dornhausen), das Oberamt Ellingen des Deutschen Ordens (ein Gut) und die Stadtpflege Weißenburg (ein Gut, wobei über dieses die Reichsstadt Weißenburg die Vogtei besaß). Der Gemeinde gehörte das Hirtenhaus. Die Hochgerichtsbarkeit lag beim brandenburg-ansbachischen Oberamt Gunzenhausen, die Dorf- und Gemeindeherrschaft hatte das Pflegamt Sandsee inne.
Nach der Säkularisation des Hochstiftes Eichstätt (1802) kamen dessen Besitzungen und damit Gundelshalm für kurze Zeit an den Großherzog der Toskana, Ferdinand III., 1805/06 infolge des Preßburger Friedens schließlich an das neue Königreich Bayern. 1808 wurde der Ort dem Steuerdistrikt Pfofeld zugeteilt, mit dem Gemeindeedikt 1811/1818 der Ruralgemeinde Pfofeld im Landgericht und Rentamt Gunzenhausen. Im Jahre 1846 waren in Gundelshalm 14 Häuser, zwölf Familien und 55 Seelen, darunter ein Wirt und ein Weber, verzeichnet. 1871 lebten die 82 Einwohner Gundelshalms in 25 Gebäuden; sie besaßen insgesamt ein Pferd und 68 Stück Rindvieh.

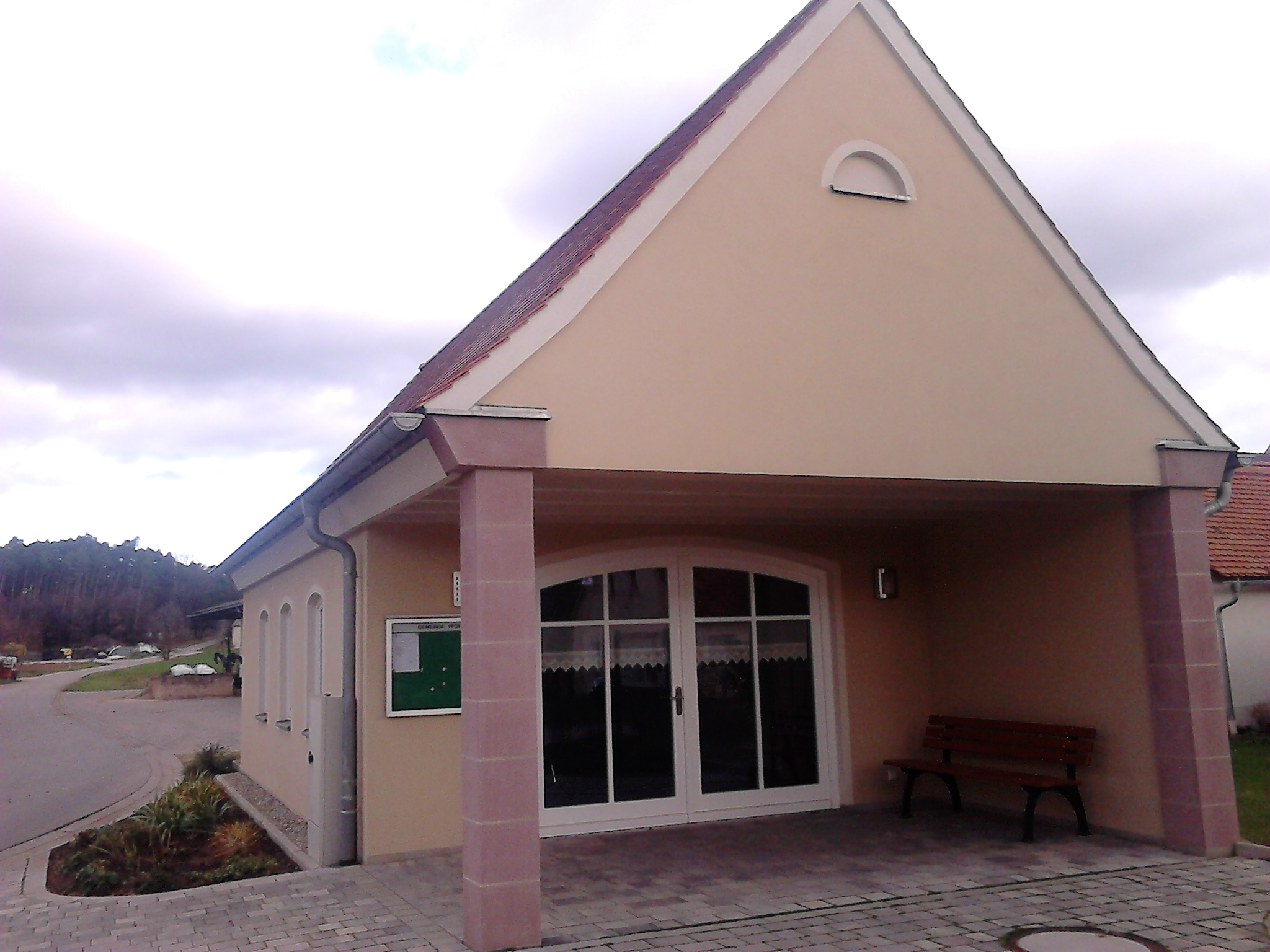
Das im Rahmen der Dorfsanierung errichtete Gemeindehaus

In den amtlichen Ortsverzeichnissen Bayerns wurde Gundelshalm in der zweiten Hälfte des 20. Jahrhunderts als „Dorf“ aufgeführt, zuvor lediglich als „Weiler“. Bereits vor der Gemeindegebietsreform in Bayern der 1970er Jahre gehörte Gundelshalm zur Gemeinde Pfofeld, im ehemaligen Landkreis Gunzenhausen, der später mit dem Landkreis Weißenburg in Bayern und der kreisfreien Stadt Weißenburg in Bayern zum heutigen Landkreis Weißenburg-Gunzenhausen vereinigt wurde. Ab 2004 fand eine Dorferneuerung samt Flurbereinigung statt.

### Einwohnerentwicklung
Die Einwohnerzahl Gundelshalms lag in den letzten Jahrhunderten ohne größere Schwankungen zwischen etwa 60 und 80 Einwohnern. Mit 86 Einwohnern erreichte die Bevölkerungszahl des Ortes 1885 ihren Höchststand.
- 1818: 59 Einwohner[23]
- 1824: 65 Einwohner mit zehn Anwesen[23]
- 1840: 55 Einwohner mit 14 Häusern[20]
- 1853: 60 Einwohner[24]
- 1861: 78 Einwohner mit 22 Gebäuden[25]
- 1871: 82 Einwohner mit 25 Gebäuden[21]
- 1885: 86 Einwohner mit 16 Wohngebäuden[26]
- 1900: 75 Einwohner mit 16 Wohngebäuden[27]
- 1925: 66 Einwohner mit 15 Wohngebäuden[28]
- 1950: 80 Einwohner mit 14 Wohngebäuden[29]
- 1961: 71 Einwohner mit 14 Wohngebäuden[22]
- 1970: 66 Einwohner[30]
- 1987: 66 Einwohner mit 16 Wohngebäuden[31]
- 2007: 73 Einwohner[32]
- 2011: 73 Einwohner[1]

## Kultur und Infrastruktur

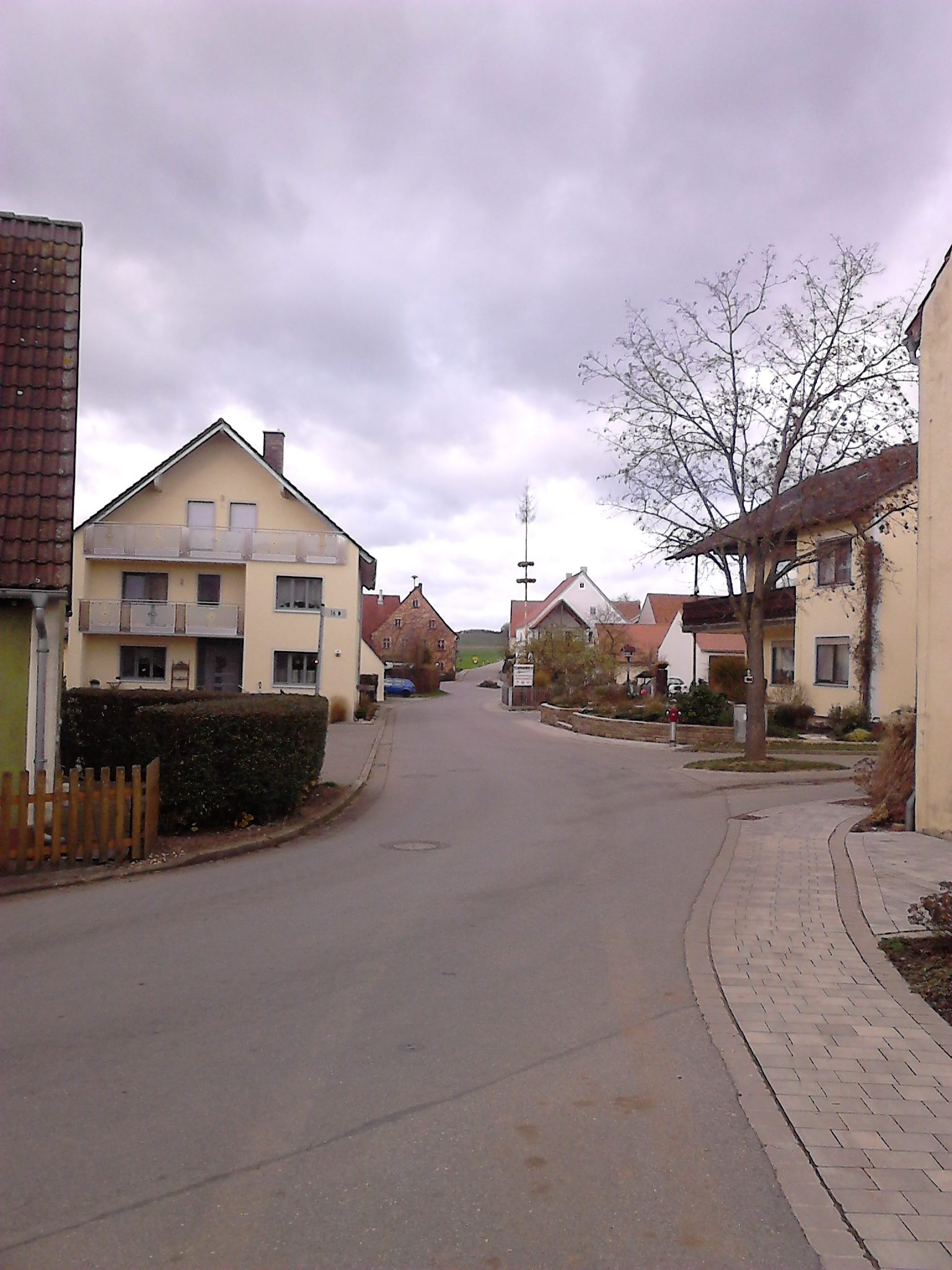
Gundelshalmer Hauptstraße

Aufgrund der geringen Größe gibt es im Ort keine öffentlichen Einrichtungen oder Einkaufsmöglichkeiten, lediglich einige kleinere landwirtschaftliche Betriebe befinden sich im Ort. Die für Gundelshalm zuständige Grundschule befindet sich in Rehenbühl.
Südlich von Gundelshalm liegt die Kläranlage der Gemeinde Pfofeld, im Norden werden in einer 500 kW-Biogasanlage aus Biomasse rund 2,2 Millionen kWh Strom pro Jahr erzeugt und die dabei entstehende Abwärme als Nahwärme genutzt. Im Rahmen einer Dorferneuerung entstand 2012 das Dorfgemeinschaftshaus.
Kirchlich gehört Gundelshalm zur evangelischen Kirchengemeinde St. Michael in Pfofeld im Evangelisch-Lutherischen Dekanat Gunzenhausen sowie zur katholischen Kirchengemeinde St. Ottilia in Absberg im Dekanat Weißenburg-Wemding im Bistum Eichstätt.
Das Vereinsleben wird stark vom nahen Pfofeld beeinflusst. Gundelshalm hat keine eigene Freiwillige Feuerwehr, die nächsten Wehren befinden sich in Pfofeld und Frickenfelden.

### Bauwerke

Lage und Profile des Wp 14/12

Lage und Grundriss des Wp 14/10

Im Altertum verlief an der Stelle des heutigen Ortes der Obergermanisch-Raetische Limes. Im 19. Jahrhundert bildeten seine Überreste teilweise einen Fahrweg innerhalb des Ortes, an anderen Stellen wurden Häuser direkt darüber errichtet. Der Verlauf durch die Äcker des lokal als „Teufelsmauer“ bezeichneten Bauwerks war damals bekannt, jedoch waren seine Überreste aufgrund des vielen „Koth[s]“ nicht sichtbar. Die Steine wurden abgetragen und für neue Gebäude benutzt. 1869 wurde berichtet, dass in Gundelshalm in einem Hirtenhaus, das auf dem Limes stand, gemäß der Volkssage „zeitweise Spuck beobachtet werde“. Auch heißt es, in Gundelshalm gehe die Sage um, dass „in geweihten Nächten“ wilde Heere über dem Limes hinwegziehen. Östlich von Gundelshalm im ansteigenden Gelände wird der Schuttwall des Limes sichtbar.
Unweit östlich des Ortes liegt auf dem Gundelshalmer Buck der Wachposten 14/12. Bei seiner Ausgrabung fand man am Steinturm ein 6 × 4,5 Meter großes Fundament. An der Westseite des Bauwerks gab es für den kleinen Grenzverkehr einen gepflasterten Durchgang im Limes. Eine im Turmbereich entdeckte Statuette des unter anderem für den Handel zuständigen Gottes Merkur – heute im Museum für Vor- und Frühgeschichte Gunzenhausen – könnte mit dem Grenzübergang in Verbindung stehen. Vom Wachposten aus hatte die Besatzung beste Fernsicht bis zum Kastell Theilenhofen.
Unter dem Westteil des Ortes befand sich der römische Wachposten 14/11. Die Steinturmstelle ist nicht mehr sichtbar. Wie der Altphilologe Wilhelm Schleiermacher (1904–1977) in den 1960er Jahren berichtete, wurde der am Westausgang der Ortschaft gelegene Turm nach Erinnerung der Bewohner schon vor Zeiten Opfer des Steinraubs. Westlich von Gundelshalm liegt der Wachposten 14/10. Dieser an die Limesmauer gebaute Steinturm hatte bei seiner Ausgrabung eine Grundfläche von 4,8 × 3,2 Metern. An seiner Rückseite wurde eine Stufe aufgedeckt. Dort befand sich ein ebenerdiger Zugang, von dem aus man in das Untergeschoss gelangen konnte. Heute ist dort nichts mehr zu sehen.

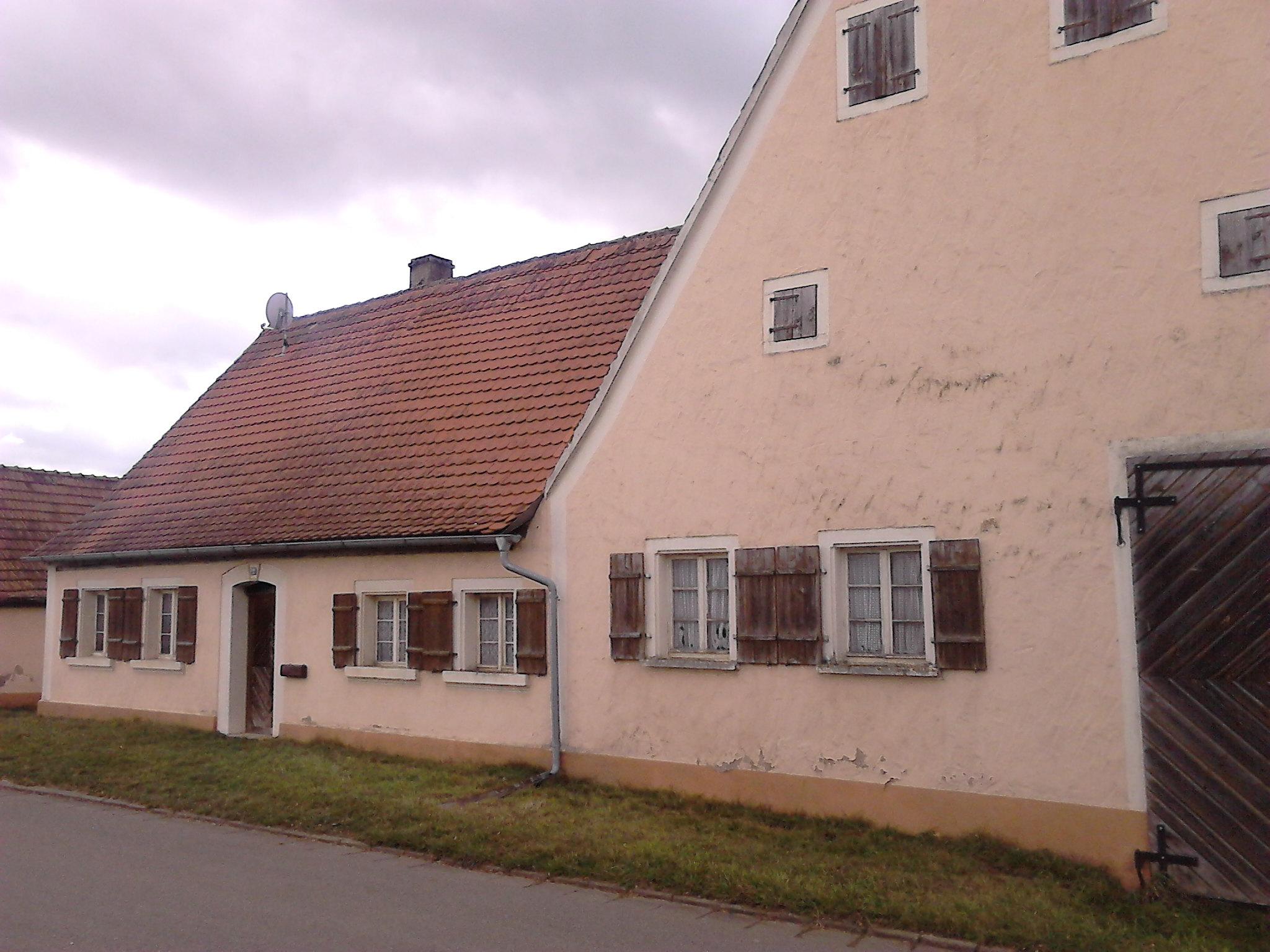
Das als Baudenkmal eingetragene Gebäude Gundelshalm 13

Als Baudenkmal eingetragen ist das Bauernhaus Gundelshalm 13, ein massiver Satteldachbau aus dem 19. Jahrhundert, ferner das massive Kleinhaus Gundelshalm 1 aus der Mitte des 19. Jahrhunderts. Rund 600 Meter südlich befand sich ein mittelalterlicher Burgstall, der als Ringwall noch erkennbar ist.

### Verkehr
Einige Gemeindestraßen und Wirtschaftswege verbinden Gundelshalm mit den benachbarten Orten. Die Gundelshalmer Straße führt nach Pfofeld, der Gundelshalmer Weg nach Frickenfelden. Die Innerortsstraßen in Gundelshalm tragen keine Straßennamen, alle Häuser sind von 1 bis 20 durchnummeriert. Je eine Straße verläuft zur Staatsstraße 2222 in Richtung Gunzenhausen und Pleinfeld sowie zur Kreisstraße WUG 1, die zur Bundesstraße 13 führt. Durch den Ort führt der Wanderweg Limesweg. Ein Radweg verbindet den Ort mit dem unweit südlich verlaufenden Deutschen Limes-Radweg und dem Wanderweg Der Seenländer im Norden. Der nächste Bahnhof befindet sich in Langlau an der Nebenstrecke Gunzenhausen–Pleinfeld, der nächste Verkehrsflughafen in Nürnberg. Für den ÖPNV ist der Verkehrsverbund Großraum Nürnberg (VGN) zuständig; Busse im Schülerverkehr schließen Gundelshalm an die größeren Orte an.